# Capítols d'Atenes
Els Capítols d'Atenes foren un conjunt de proposicions presentades pels síndics i els consellers catalans que es reuniren en assemblea a Atenes el 20 de maig del 1380. Foren aprovades pel rei en Pere IV d'Aragó el Cerimoniós l'1 de setembre del 1380 a Lleida. En virtut dels Capítols d'Atenes el rei acceptava la sobirania del Ducat d'Atenes i Neopàtria, i en proclamava la incorporació perpètua a la Corona d'Aragó.
Redactats en català, foren el text jurídic fonamental que regí el Ducat d'Atenes i Neopàtria (Grècia). En virtut dels capítols s'establia que dret públic i el dret privat serien el dels Usatges de Barcelona. Així mateix regulaven la prohibició de matrimonis mixtes entre catalans i gregues; també es regulava la prohibició de donar béns a l'església.